# Курськ (давньоруське місто)
Курськ — давньоруське місто, столиця удільного князівства XII—XIV ст. в межах Чернігово-Сіверської землі. Існувало на правому березі р. Сейм у межах сучасного російського міста Курськ.
Уперше згадується в: «Житії преп. Феодосія» в Патерику Києво-Печерському у зв'язку з подіями серед. 1030-х рр., коли Дніпровське Лівобережжя повернулося під владу Ярослава Мудрого; у «Повчанні» Володимира Мономаха — при описі подій 1068; в Іпатіївському літописі — уперше під 1095, як місто Переяславського князівства. Імовірно, у цей час (1030-ті рр.) місто управлялося князівським посадником («властителем», згідно з «Житієм») та мало кілька церков. Після Любецького з'їзду 1097 року князів увійшло до складу Новгород-Сіверського князівства як центр волості Посем'я, за яким остаточно закріплене в серед. 12 ст. Від 1130-х рр. — центр удільного князівства, в кін. 12 — на поч. 13 ст. намагалося конкурувати з Черніговом. Восени 1239 зруйноване військами хана Батия, а 1278 — повторно — військом темника Ногая. Від 1362 увійшло до складу Великого князівства Литовського, у кінці 15 ст. переходить під владу Великого князівства Московського. Фортеця на місці городища існувала до кін. 18 ст. — на плані 1722 вона позначена як така, що оточена глибоким ровом і дерев'яними стінами з баштами.
У ході археологічних досліджень, проведених на місці розташування Курська — на мисі при злитті річок Кур і Тускар (права притока Сейму), виявлено поселення (пл. городища — бл. 9 га), що було засноване в 10 ст. на місці городища роменської культури. Складалося з дитинця та окольного града (Верхній та Нижній посади), укріплення яких не збереглися, а також відкритих селищ-посадів. Рештки колись великого курганного некрополя збереглися на правому березі р. Сейм (2 насипи) та на лівих берегах річок Кривець і Тускар — по одному насипу.
У 1990-х рр. та на поч. 21 ст. досліджувалося В. Єнуковим. Під час робіт були зафіксовані рештки оборонних споруд (ровів та частоколу), виявлені сліди 7 дерев'яних настилів, якими мостилися вулиці міста, елементи садибної забудови 12–13 ст. У культурному шарі, потужністю від 2,6 (на дитинці) до 0,7–1,2 м (на посадах), знайдені численні уламки скляних браслетів і намистин, хрести-тільники та енколпіон (складаний нагрудний хрест, в якому зберігалася частка мощей святого), керамічне пасхальне яйце-брязкальце, залізне писало, деталі костюма та прикраси, предмети озброєння та спорядження вершника і верхового коня, побутові речі та знаряддя праці, фрагменти посуду різних часів. Знахідки уламків цегли-плінфи свідчать про існування в Курську домонголсьеого часу мурованих споруд.